# 高橋真紀子
高橋 真紀子（たかはし まきこ、1973年1月2日 - ）は、テレビ朝日契約著作権部所属の社員で、元アナウンサーである。本名：坪井 真紀子（旧姓：高橋）。東京都出身。血液型はB型。身長163cm。夫は、同じくテレビ朝日アナウンサーの坪井直樹。

## 履歴
湘南白百合学園高等学校、慶應義塾大学理工学部管理工学科川瀬武志ゼミ（テーマは「価値観」）卒業後、1995年にテレビ朝日へ入社。愛称はマッキー。女性アナウンサーとしては珍しい理系出身である。同期に下平さやか、西脇亨輔（現：弁護士）、田村直己（制作2部ディレクター）がいる。
1997年3月より『スーパーJチャンネル』のメインキャスターを務める。1998年3月いっぱいでメインから関東ローカルパートのサブキャスターとなる。この『スーパーJチャンネル』共演がきっかけで、同僚でアナウンサーの坪井直樹と結婚。その後、1度目の産休。

2000年に1度目の産休から復帰し、週末版『スーパーJチャンネル』のキャスター、『題名のない音楽会21』の司会を務める。

2002年4月より「スーパーモーニング」の総合司会を前田吟と共に務めるも同年9月に降板。

2003年4月より生活情報番組「気になる!」の司会を芳本美代子と共に務めた。

2004年3月31日より2度目の産休。2006年3月1日に2度目の産休から復帰し、4月8日より『やじうまプラス』土曜日の芸能キャスターを務めた。
2011年7月の人事異動でコンテンツビジネス局契約著作権部へ異動した。

## 過去の出演番組
- やじうま6（水〜金曜日 天気予報）
- はなきんデータH
- サタデージャングル・サンデージャングル
- AHERA
- スーパーJチャンネル（平日版・1997年3月31日 - 1998年10月2日／週末版・2000年10月 - 2002年3月）
- 題名のない音楽会21（2000年4月 - 2002年3月）
- スーパーモーニング（メインキャスター・2002年4月 - 9月／ニュースルーム担当・2007年4月 - 2011年3月）
- 気になる!
- やじうまプラス（土曜日・芸能プラス担当　2006年4月 - 2010年9月／ニュースルーム担当・2007年4月 - 2011年3月）
- ANNニュース(朝月・木影ナレーション：5:50-5:59)
- News Access（BS朝日、不定期）
- 伊藤元重の経済×未来研究所 - （2010年5月〜2011年6月　BS朝日、隔月奇数月の第4土曜日）